# Pristimantis sarisarinama
Pristimantis sarisarinama là một loài động vật lưỡng cư trong họ Strabomantidae, thuộc bộ Anura. Loài này được Barrio-Amorós & Brewer-Carias mô tả khoa học đầu tiên năm 2008.